# Brianna Kiesel
Brianna Kiesel (ur. 8 lipca 1993 w Utice) – amerykańska koszykarka grająca na pozycji rozgrywającej, obecnie zawodniczka Uni Györ.
25 maja 2018 została zawodniczką Pszczółki Polski-Cukier AZS-UMCS-u Lublin. 26 kwietnia 2019 podpisała umowę z Artego Bydgoszcz.

## Osiągnięcia
Stan na 20 sierpnia 2020, na podstawie, o ile nie zaznaczono inaczej.
NCAA
- Uczestniczka turnieju NCAA (2015)
- Zaliczona do:
  - I składu:
    - ACC (2015)
    - defensywnego ACC (2015)
    - All-ACC Academic (2014, 2015)
    - Big East Academic All-Star (2013)
    - najlepszych pierwszorocznych zawodniczek konferencji Big East (2012)

  - III składu ACC (2013)
- pierwsza zawodniczka w historii drużyny Pittsburgh Panthers, która:
  - uzyskała podczas swojej kariery akademickiej co najmniej 1500 punktów, 500 zbiórek i 400 asyst
  - została nagrodzona w tym samym tygodniu tytułem najlepszej zawodniczki konferencji ACC oraz NCAA (przez US Basketball Writer’s Association – 2014)
  - przewodziła drużynie przez cztery lata z rzędu pod względem punktów i asyst

Drużynowe
- Wicemistrzyni:
  - Polski (2020)
  - Szwecji (2018)

Indywidualne
(* – nagrody przyznane przez eurobasket.com)
- Zaliczona do:
  - I składu:
    - EBLK (2019[6], 2020[7])
    - ligi szwedzkiej (2018)*[8]
    - zawodniczek zagranicznych ligi szwedzkiej (2018)*[8]

  - składu honorable mention ligi węgierskiej (2017)*[9]
- Liderka sezonu regularnego EBLK w przechwytach (2019)